# Sammlung Philippi

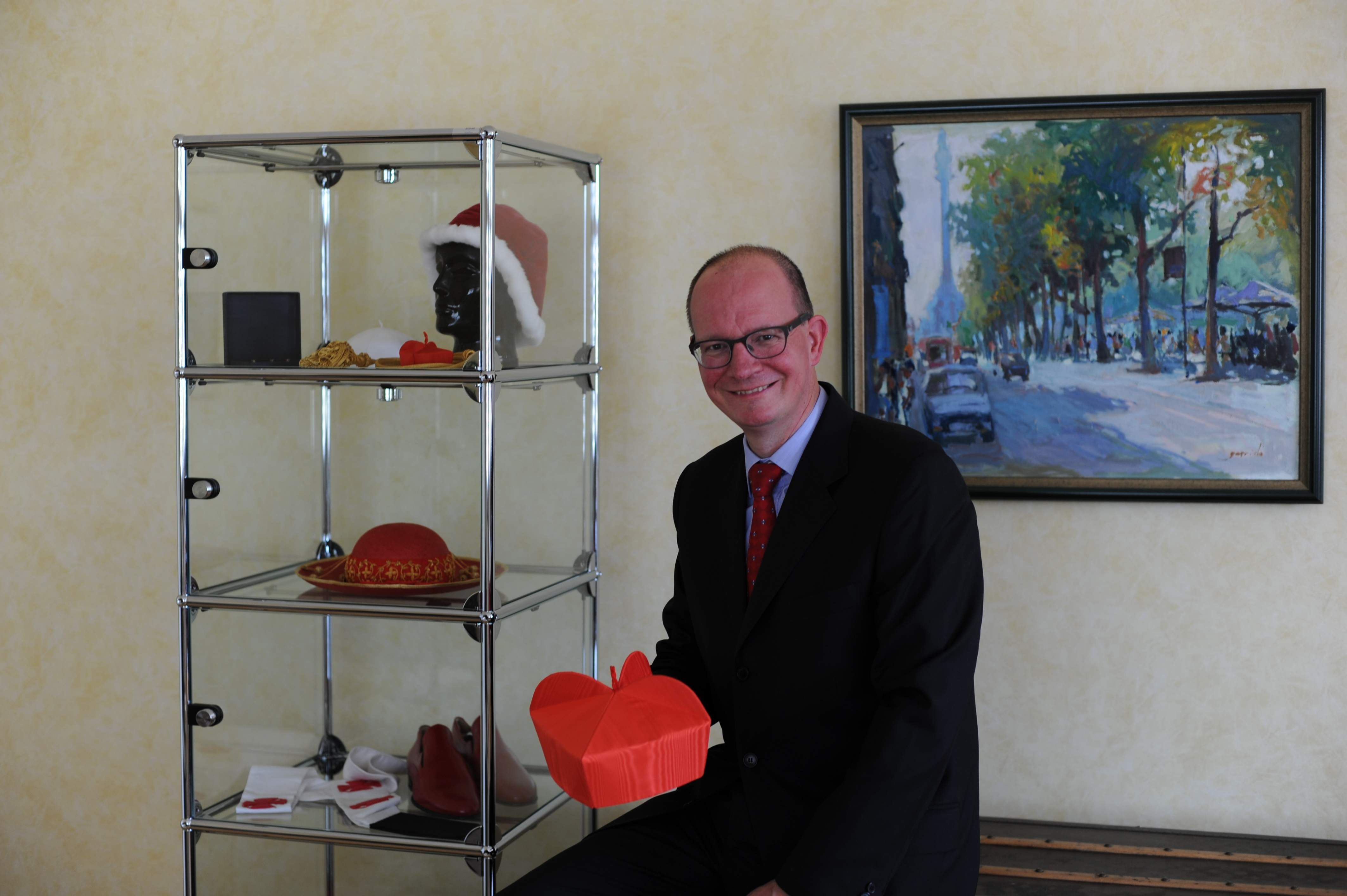
Dieter Philippi med sitt första objekt sin kollektion: en kardinals-biretta gjorde av silkes-moaré

Sammlung Philippi är en samling av religiösa och andliga huvudbonader i privat ägo i Tyskland.

## Samlingen

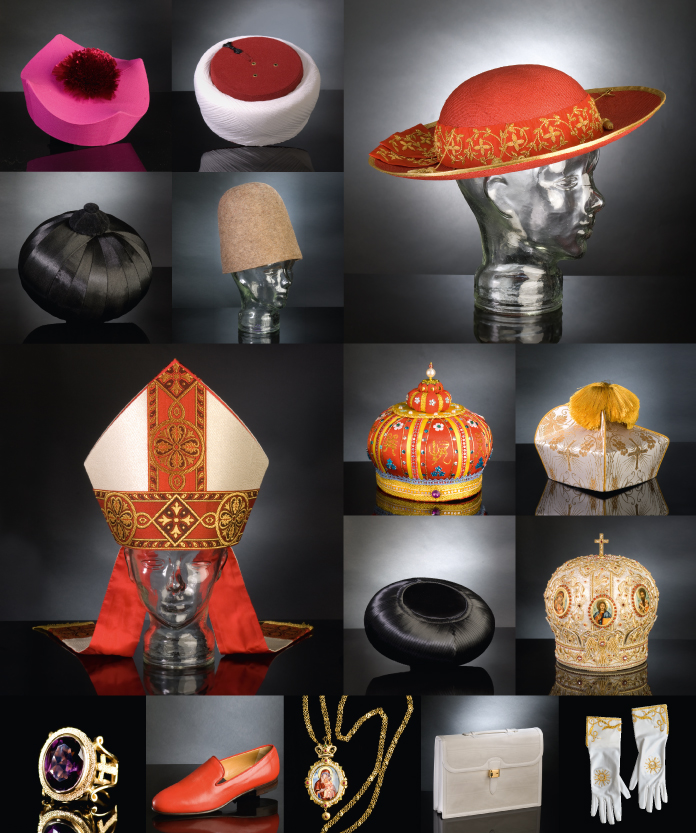
Utvalda objekt ur Philippikollektionen

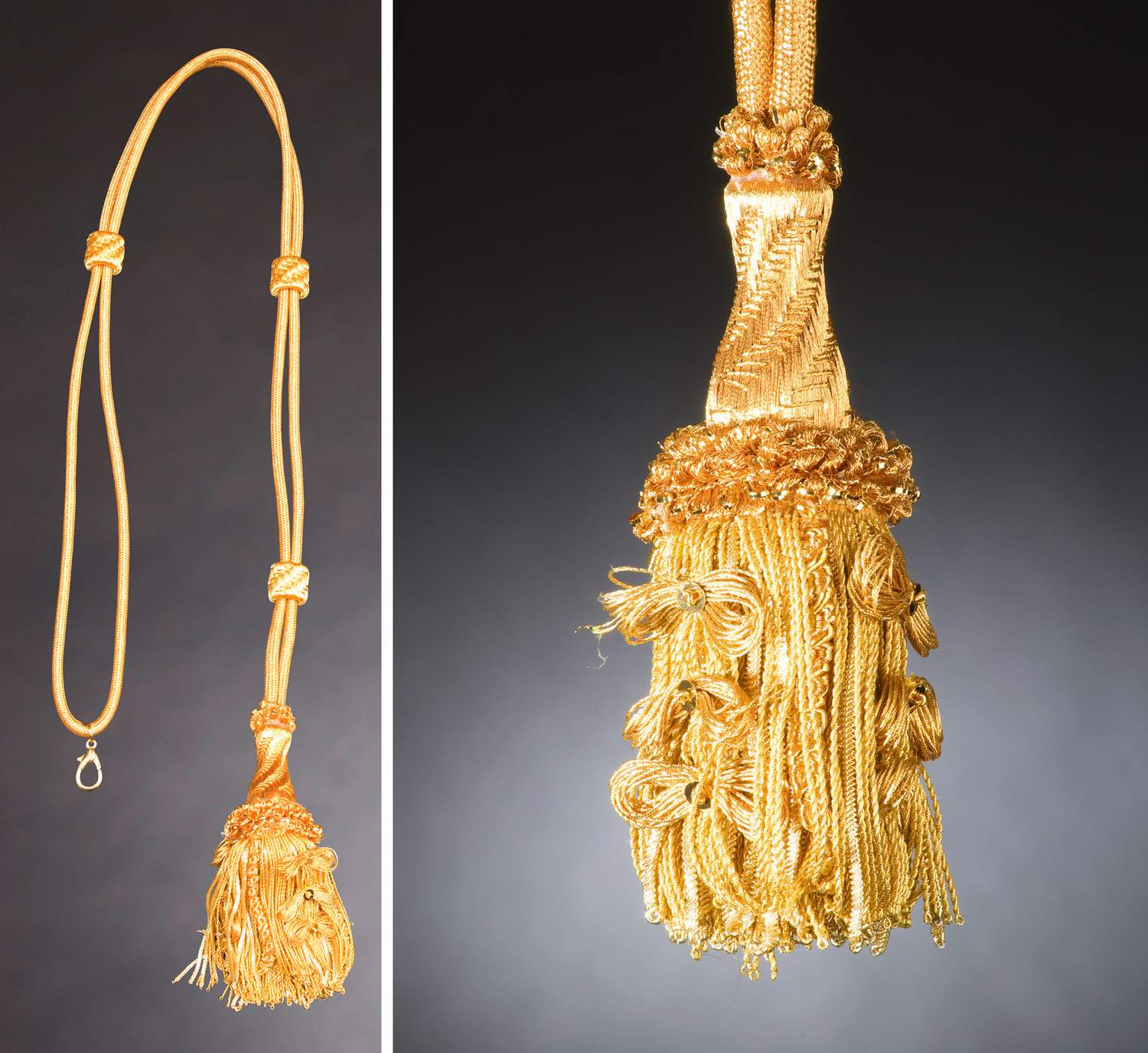
Gyllene bröstband, buret av en romersk-katolsk påve

Sammlung Philippi är en privat samling som satts samman av entreprenören Dieter Philippi, VD för ett tyskt företag inom telekommunikation, i Kirkel, Saarland.
Huvudfokus för insamling av mer än 500 huvudbonader från kristendomen, islam, judendom, Caodaism, Shinto, buddhism, sikhism, frikyrkor, sufismen, Anabaptism och andra religiösa samfund.
Dessutom innehåller samlingen mer än 100 föremål som använts som accessoarer för präster och för kyrkliga ändamål. Bland dessa finns liturgiska skor, handskar som burits av en påve, pallior, kors, smycken, biskopsringar, påvligt porslin, bälten, halsdukar, med mera.
I samlingen ingår även 52 stora smyckeskedjor eller länkar till bröstkors. Inom den romersk-katolska kyrkan använder såväl påven, kardinaler som biskopar så kallade biskopskors som del av sin prästdräkt/ämbetsdräkt.

## Besök
Utställningen är inte öppen för besök, annat än efter överenskommelse.

## Koncept och avsikt
Ursprungligen har huvudbonader använts som skydd, men har med tiden också fått funktionen att definiera bärarens status och roll i samhället. Huvudbonaden indikerar en persons ursprung, status, yrke, tillhörighet och hierarki/social klass. Så småningom fick huvudbonaderna också en dekorativ funktion. Religiösa och kyrkliga huvudbonader utgör endast en liten del av hattsamlingen. För den som känner till den nuvarande betydelsen av dessa huvudbonader är det möjligt att fastställa status hos tjänstemän utifrån de hattar som de använder. Dessutom förmedlar några huvudbonader en dekorativ funktion, tillverkade av sällsynta och värdefulla material. Idag är den skyddande funktionen inte så central. 

## Galleri

Utvalda objekt ur Philippikollektionen
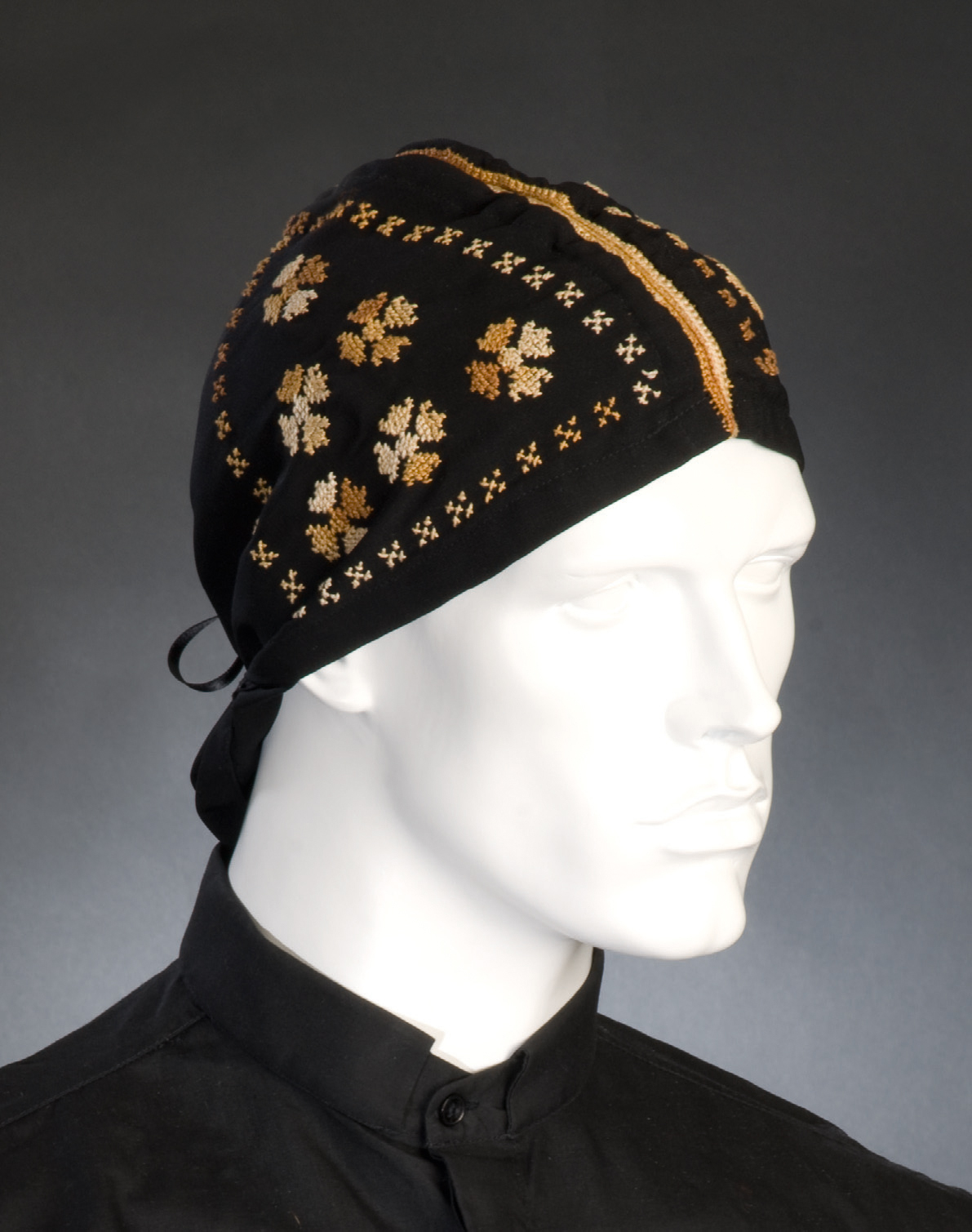
Kalansowa (Kalansoah, Qalansuwah, Kalansawa) - inom den Koptisk-ortodoxa kyrkan var denna täckelse buren av biskopar och präster under tiden som munk
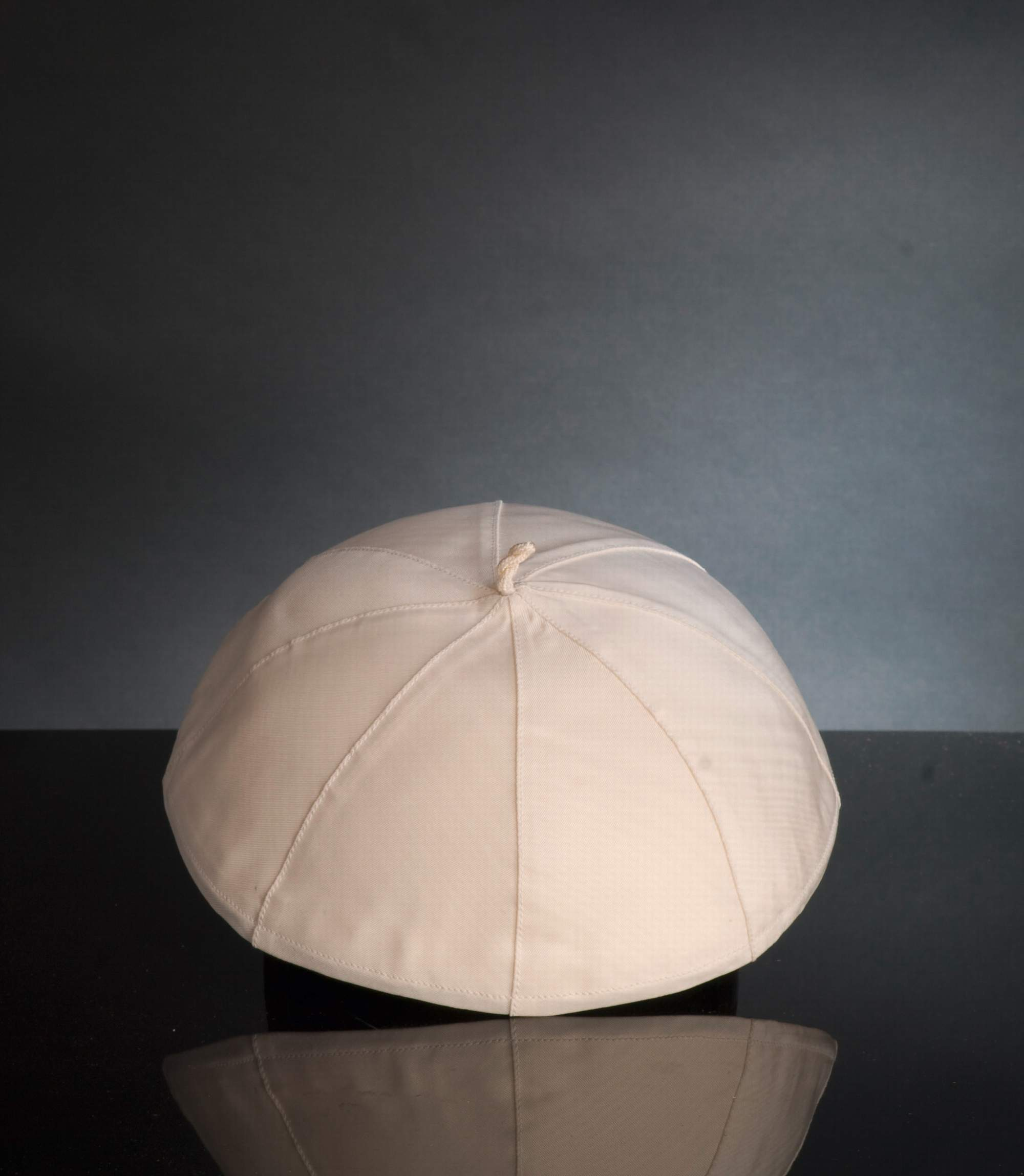
Zucchetto (pileolus, soli deo, skullcap) gjord av silkes-moaré - buren av Påven
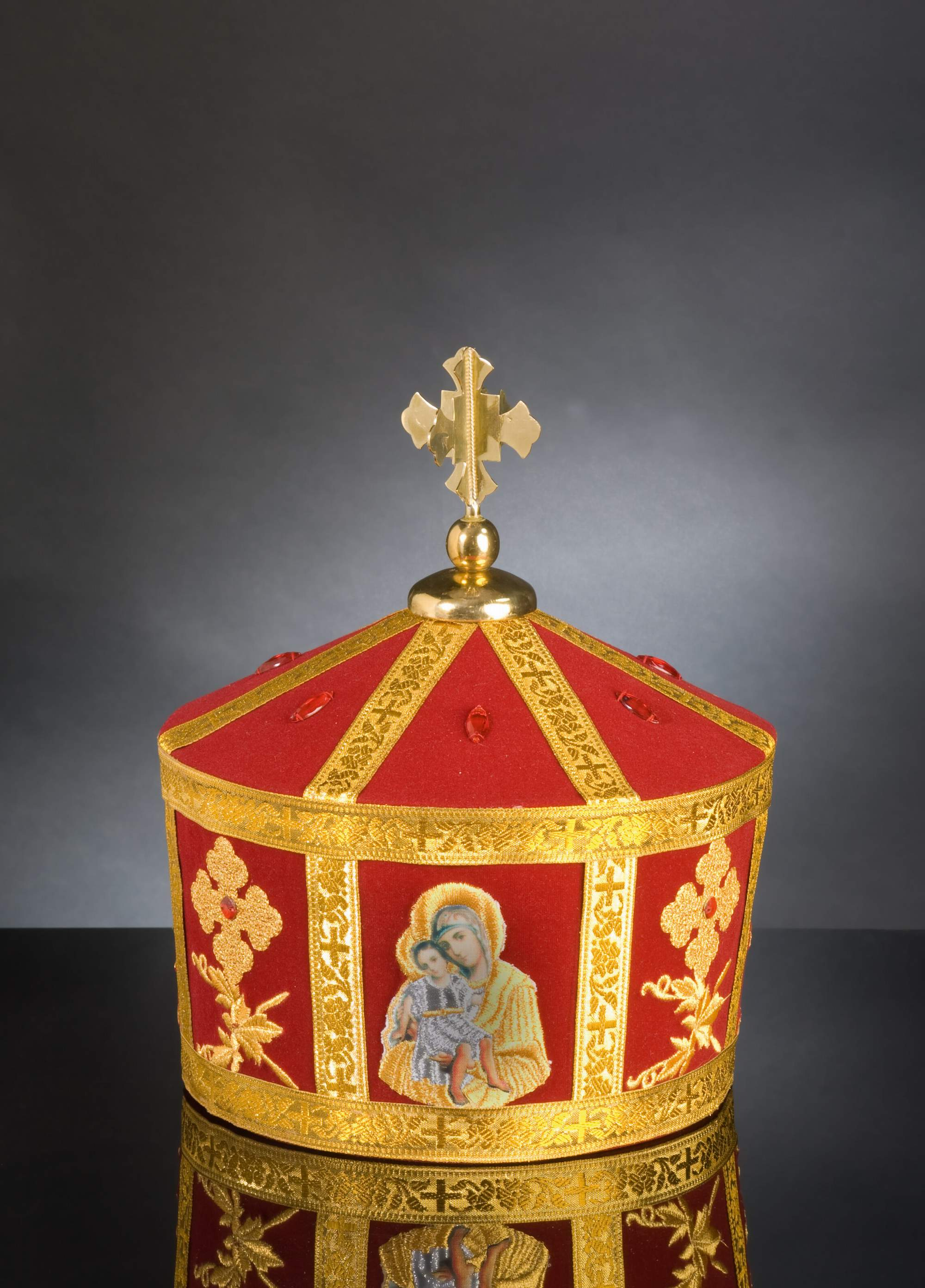
Sagharvart - buren av ärkeprästen i den armeniska apostoliska kyrkan
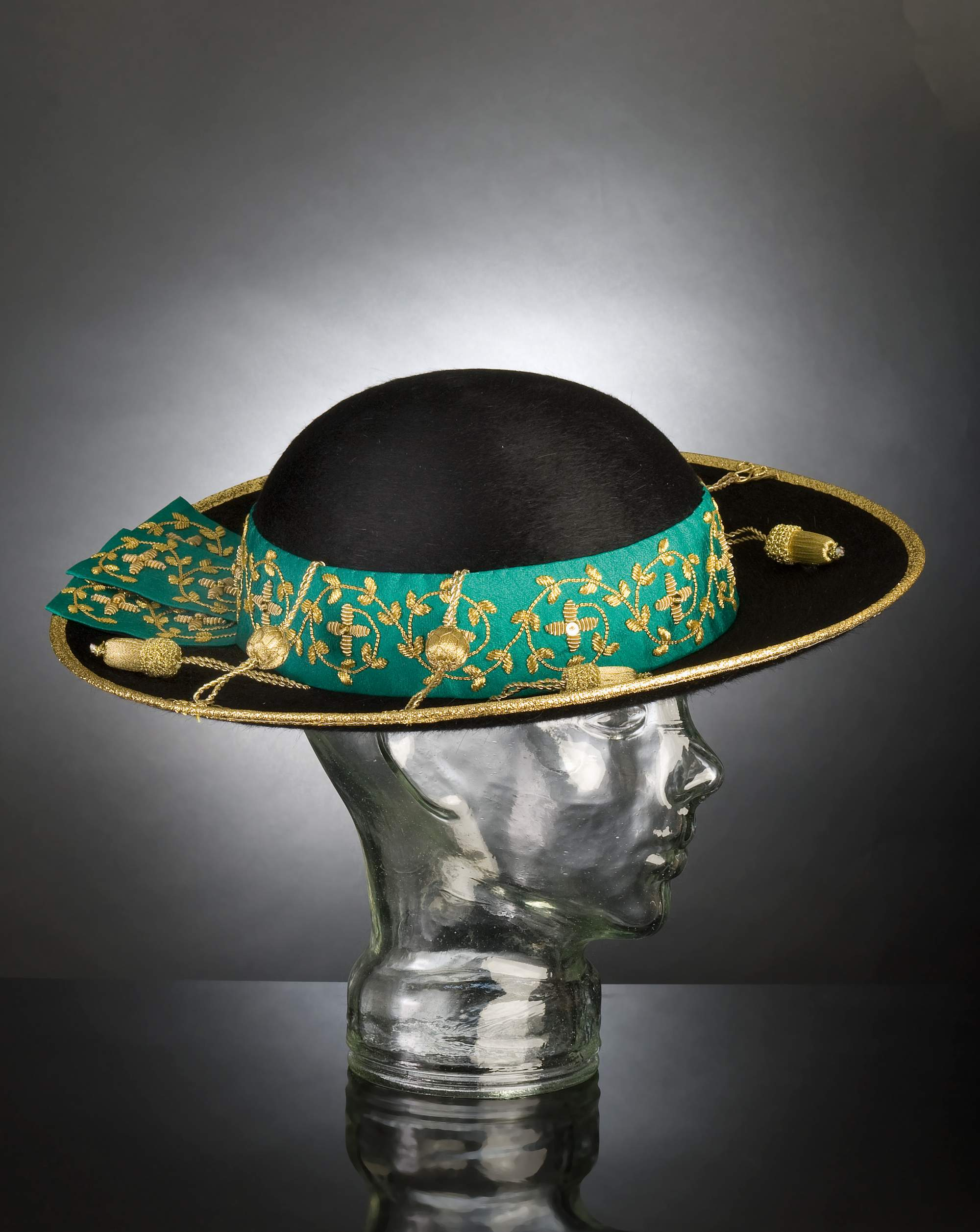
Saturno (Cappello Romano) tillhörande ärkebiskopen; med extravaganta boullion-broderier med guldtråd.
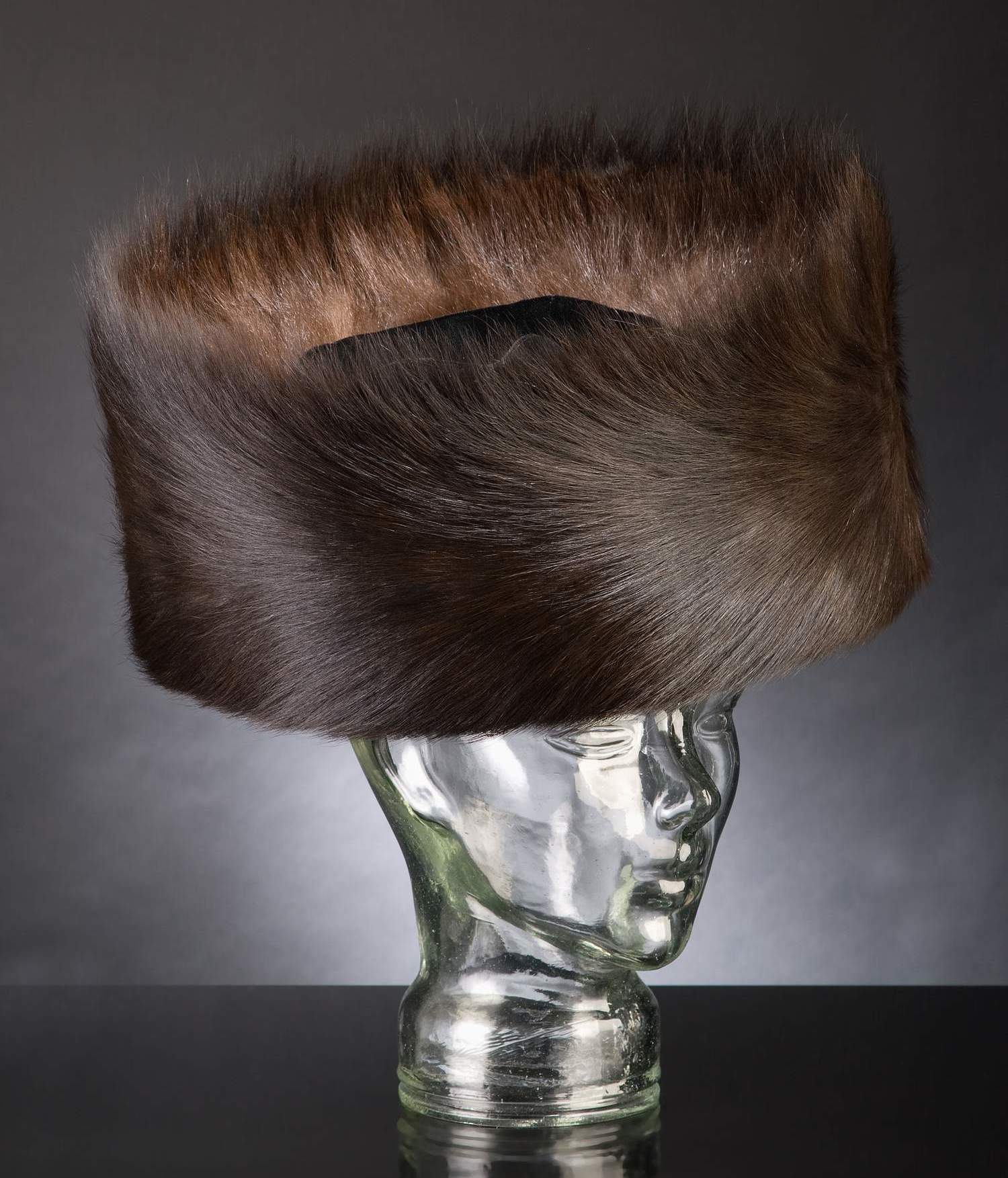
Shtreimel - burna av Hasidiska (hasidic) Judar under Sabbaten och under andra högtider.
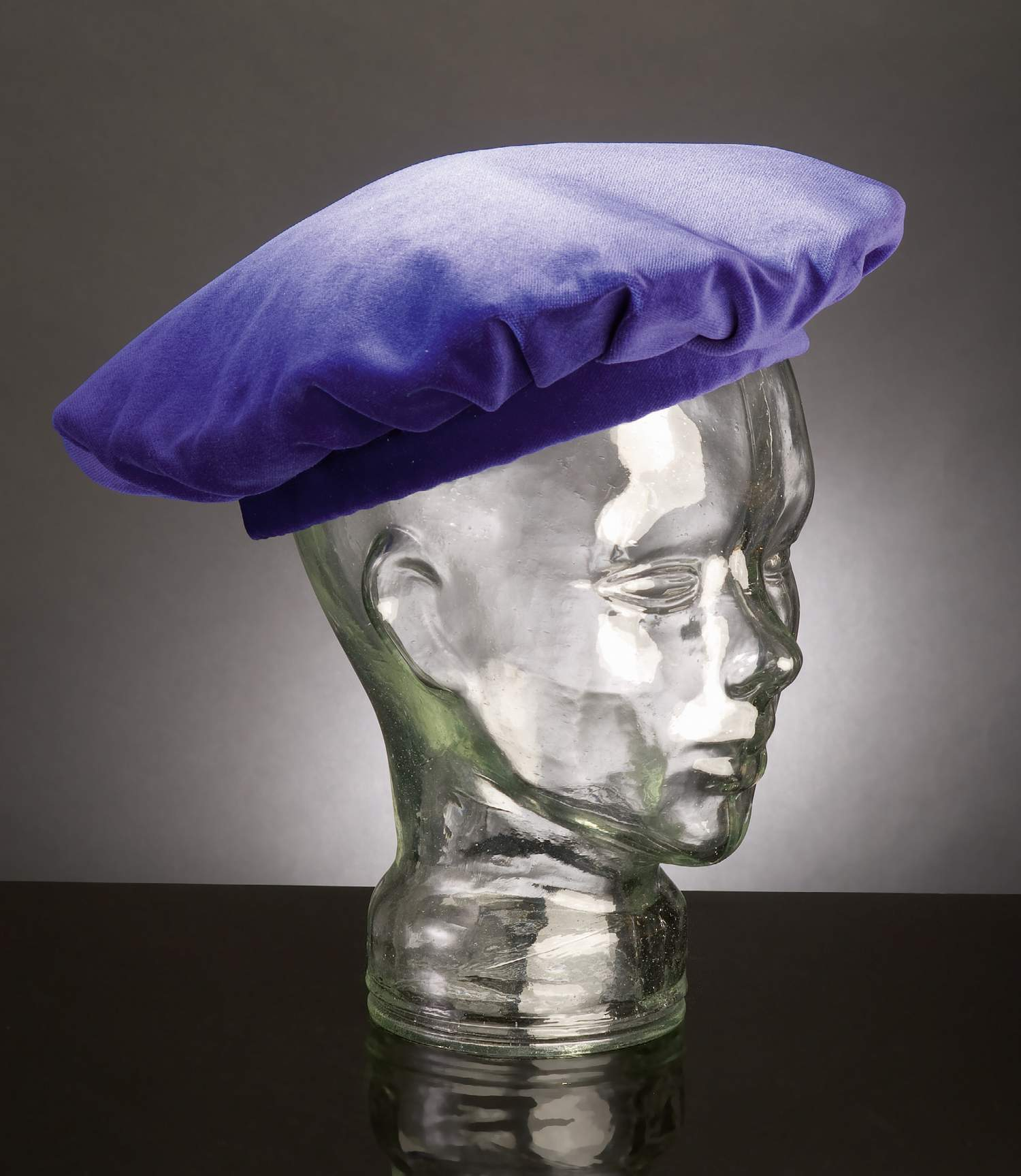
Biretta Kurhessen-Waldeck – burna av protestantiska präster som en del av deras dräkt under tjänstgöring utanför kyrkan.
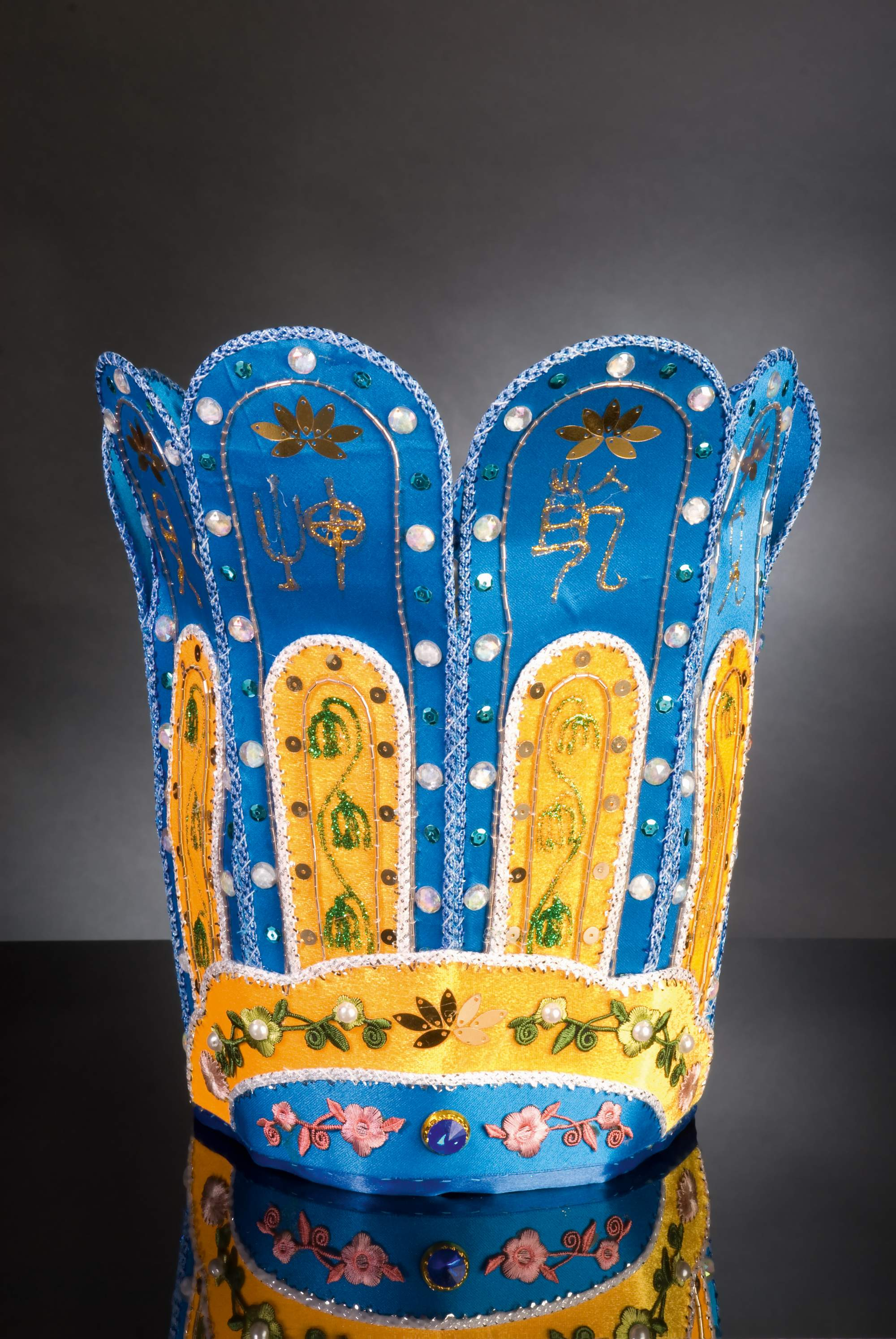
Tam Quam Mao - burna av kardinaler ur The Blue Party i Cao Dai
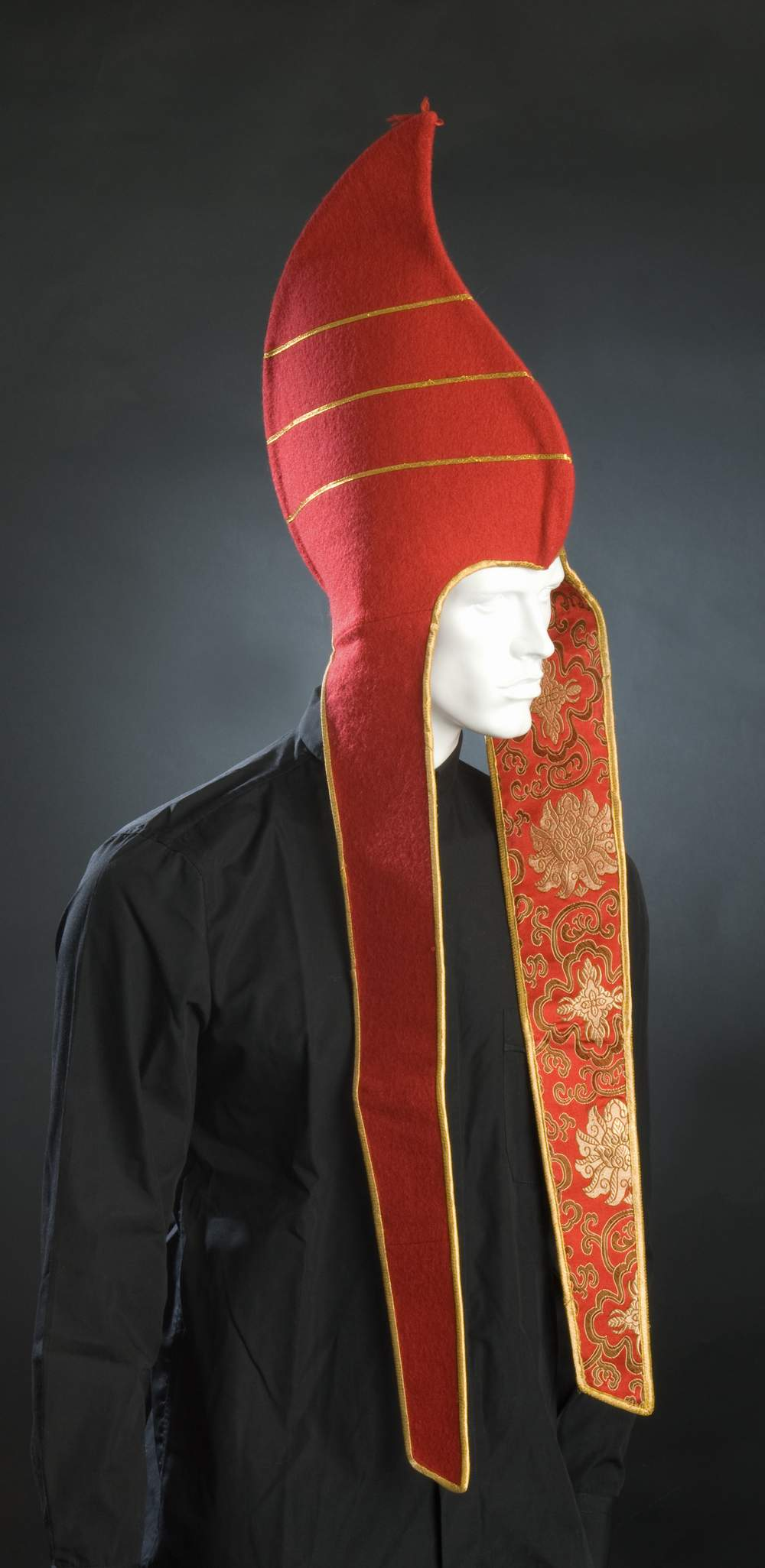
Pan Zva (hatt med långa öron) burna av studenter vid Nyinhma-skolan tillhörande de Tibetanska munkarna.
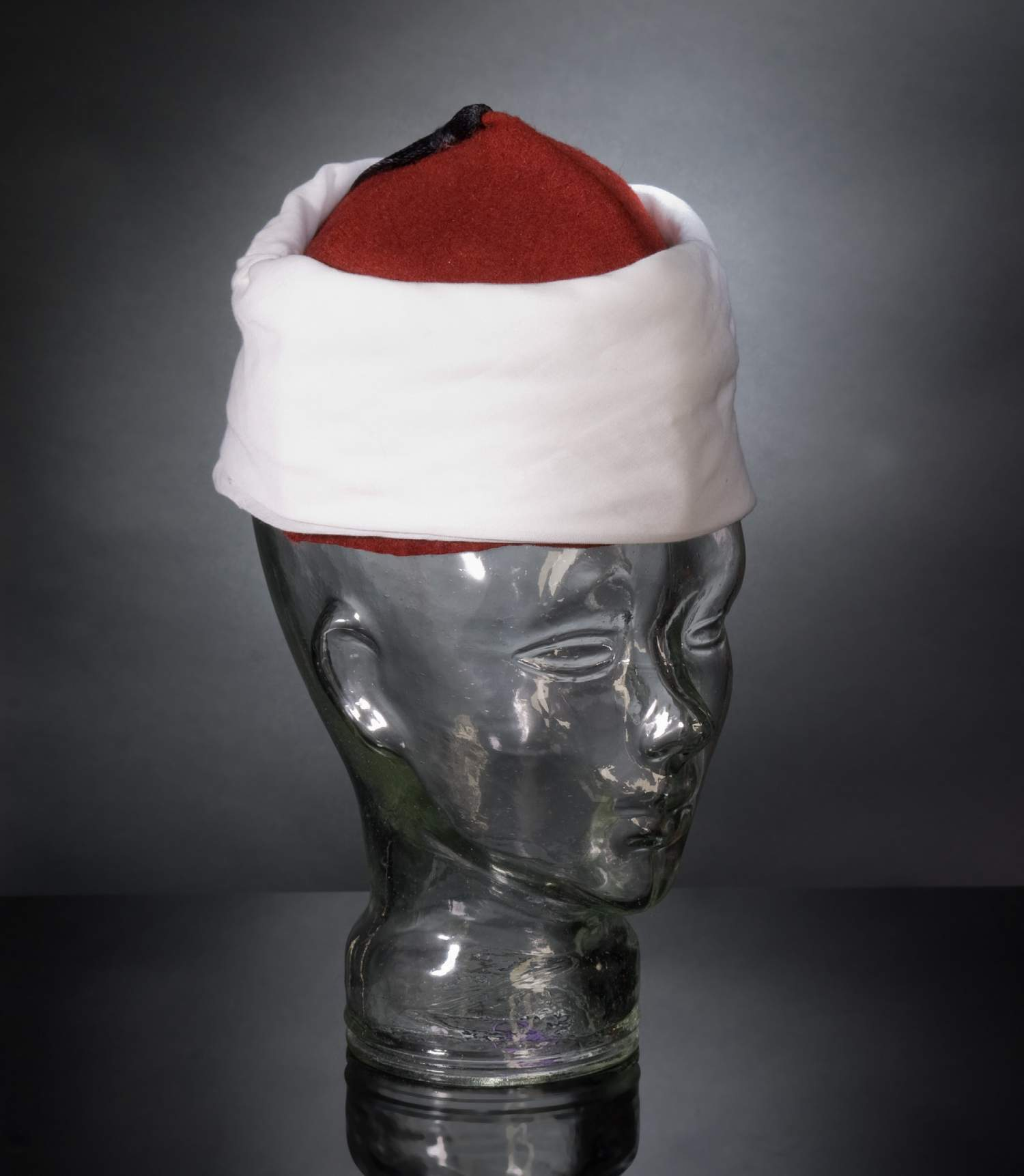
Imam Sarik - burna av Muslimska Imamer, företrädesvis i Egypten
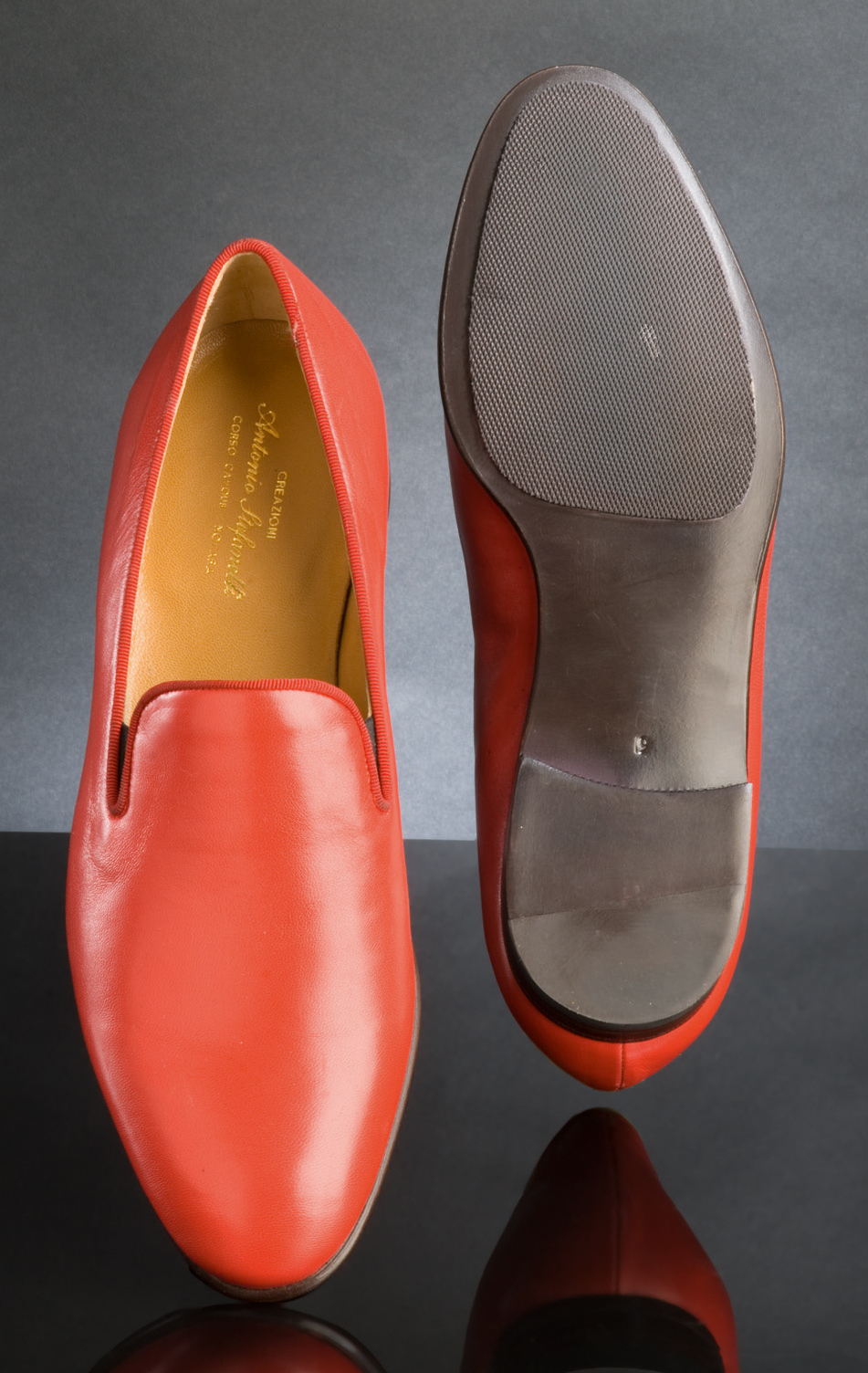
Påveskor, tillverkade av påveskomakare Adriano Stefanelli, Novara - burna av H.H. Påven Benedict XVI